# دونالد تاردی
دونالد تاردی (به انگلیسی: Donald Tardy) درامر گروه تأثیرگذار سبک دث متال آبیچوآری است. دونالد برادر کوچک‌تر جان تاردی خوانندهٔ گروه آبیچوآری است. او به عنوان رهبر گروه شناخته می‌شود و در گروه تاردی برادرز نیز عضویت دارد. وی علاوه بر درامز با سازهای گیتار الکتریک و گیتار بیس هم نوازندگی می‌کند.
دونالد همچنین در آلبوم خیس شدم (۲۰۰۱) از گروه اندرو دابلیو.کی نوازندگی درامز را بر عهده داشته‌است.